# Хамваш, Бела
Бела Хамваш (венг. Hamvas Béla; 23 марта 1897, Эперьеш, Австро-Венгрия, ныне Прешов, Словакия — 7 ноября 1968, Будапешт) — венгерский прозаик, литературный критик, культуролог, философ.
Лауреат премии Кошута и Наследие Венгрии.

## Биография
Родился в семье лютеранского (евангелического) пастора Йожефа Хамваша. В 1898 году семья переехала в Пожонь (ныне Братислава), где отец занял должность преподавателя венгерского и немецкого языков в лютеранской гимназии.
Участник Первой мировой войны, в 1915 году добровольцем вступил в австро-венгерскую армию. Воевал на Восточном фронте (на территории Украины во время Брусиловского прорыва), был дважды ранен (1916—1917). Повторное ранение произошло, когда его после будапештского госпиталя вновь отправили на войну — на этот раз на итальянский фронт, — и в эшелон попал снаряд.
После окончания войны его отец отказался приносить присягу новому чехословацкому государству, и семья перебралась из Братиславы в Будапешт, где Бела изучал венгерскую и немецкую филологию в Католическом университете Петера Пазманя (1919—1923). Работал журналистом в таких изданиях, как Budapesti Hírlap и Szózat.
В 1927—1948 годах служил в Столичной библиотеке Будапешта. В 1940 году был признан на военную службу. До апреля 1942 года сражался на Восточном фронте. В 1945 году его квартира вместе с библиотекой и рукописями была уничтожена в результате бомбардировки.
После войны Хамваш вместе с Лайошем Сабо и вступившим в компартию Белой Табором основали своего рода «интеллектуальное рабочее сообщество» и собирались издавать книжную серию, но уже вскоре (1948) его произведения были внесены в цензурный список и перестали печататься. Писатель переехал в Сентендре, где работал садовником. В 1951—1964 годах работал на промышленных предприятиях Венгрии.
Вышел на пенсию в 1964 году. Умер от инсульта в 1968 году.

## Творчество
В многочисленных очерках и книгах «Scientia sacra: Духовная история доисторического человечества» («Scientia sacra: Az őskori emberiség szellemi hagyománya»; сокр. изд. в 1988; сокр. русский перевод 2004) развил концепцию духовной эволюции человека, согласно которой после «золотого века» (длился до VI в. до н. э.; среди его наиболее ярких представителей — Лао-цзы, Будда, Гераклит) человечество находится в перманентном, всё более углубляющемся кризисе, конец которому положит наступающая «эра Водолея». 
Не принимая в целом крайностей авангардизма, особую роль отводил сюрреализму, усматривая в нём признаки искусства новой эпохи: книга «Революция в искусстве: Абстракционизм и сюрреализм в Венгрии» («Forradalom a művészetbent: Absztrakció és szürrealizmus Magyarországon», 1947; совм. с супругой — К. Кемень). Романам «Карнавал» («Karnevál», изд. в 1985), «Единорог» («Unicornis», изд. в 1987) и др. свойственны философичность, многозначность образов.
Был популяризатором в Венгрии традиционалистской школы Рене Генона. Взгляды его стали объектом суровой критики, в частности, со стороны Дьёрдя Лукача. С 1948 года был лишён возможности печататься; зарабатывал на жизнь как разнорабочий. Освоение художественного и философского наследия Хамваша началось лишь в 1980-е годы.